# Enrique Tarrio
Enrique Tarrio (Miami, 1983/1984) é um porta-voz americano, ativista e presidente internacional da controversa organização Proud Boys, exclusivamente masculina. Tarrio resumiu os Proud Boys como um "clube de bebida para homens" e uma "organização fraterna pró-Ocidente para homens". Proud Boys é uma organização exclusivamente masculina de extrema direita, considerada como nacionalista branca e neofascista que promove e se envolve em violência política.  em várias ocasiões. Tarrio também fez uma campanha pelo 27º distrito da Flórida, mas desistiu da corrida em agosto de 2020.
Tarrio também foi condenado a 30 meses (dos quais passou 16) na prisão federal em 2013 por reformulação da marca e revenda de dispositivos médicos roubados.
Em setembro de 2023, Tarrio foi condenado a 22 anos de prisão pela participação no planejamento da invasão ao capitólio.

## Opiniões sobre ideologias políticas extremistas
Tarrio foi citado como tendo dito, "Eu denuncio a supremacia branca e eu denuncio o fascismo e o comunismo. Sou bem moreno, sou cubano. Não há nada de supremacia branca sobre mim."

## Ideologia política
De acordo com as respostas de sua campanha a uma pesquisa da Ballotpedia feita em 2019, Tarrio listou a reforma da justiça criminal, as proteções da segunda emenda, o fim da guerra contra as drogas e a liberdade de expressão em plataformas digitais entre algumas de suas prioridades.

## Inspirações
Tarrio também lista muitas figuras políticas e não políticas como inspiração para seus valores políticos e pessoais, incluindo George Washington, Theodore Roosevelt, Donald Trump, Martin Luther King Jr., Winston Churchill, Margaret Thatcher, Kanye West, Roger Stone, Jack Posobiec, Chadwick Moore, Ron Paul, Rand Paul, Michelle Malkin.